# Рулофс, Руан
Руан Рулофс (африк. Ruan Roelofse; род. 18 ноября 1989, Кейптаун) — южноафриканский теннисист, игрок сборной ЮАР в Кубке Дэвиса.

## Карьера
На профессиональном уровне выступает с 2008 года. В 2013 году выиграл парный разряд турнира серии ATP Challenger в австралийском Берни. В финале дуэт Руана Рулофса и австралийца Джона-Патрика Смита одержал победу над парой Брайдан Клайн — Дэйн Проподжиа (6–2, 6–2). В 2015 году Рулофс и его соотечественник Дин О'Брайен одержали победили на турнире  в Бингемтоне. В июне 2017 года Руан Рулофс и   Кристофер Рунгкат выиграли Челленджер в Лиссабоне. Также выступал в паре с Киттипонгом Вачирамановонгом, Брайданом Клейном, Ти Ченом и Чу-Хуан Цзы, с которыми доходил до финальных матчей турниров  ATP Challenger.
С 2012 года защищает цвета  сборной ЮАР в играх Кубка Дэвиса.